# (12295) Tasso
Pour les articles homonymes, voir Tasso (homonymie).
(12295) Tasso est un astéroïde de la ceinture principale.

## Description
(12295) Tasso est un astéroïde de la ceinture principale. Il fut découvert le 2 août 1991 à La Silla par Eric Walter Elst. Il fut nommé en l'honneur de Torquato Tasse. Il présente une orbite caractérisée par un demi-grand axe de 2,42 UA, une excentricité de 0,21 et une inclinaison de 3,3° par rapport à l'écliptique.

## Compléments